# 自爆队
自爆队是第二次世界大战以及荷屬東印度日佔時期期間日本在荷属东印度组建的自杀式攻击部队。该部队组建于1944年12月8日，正好赶上太平洋战争爆发三周年。自爆队人员大约有50000人，在茂物縣接受了两个月的训练，总教官为大日本帝國陸軍的一名上尉。
印尼于1945年8月17日發表印度尼西亞獨立宣言后，自爆队依更名为敢死阵线（印尼語：Barisan Berani Mati）。1945年的泗水战役期間，敢死阵线与英國陸軍和英属印度陆军作戰。敢死阵线曾发动自杀式攻击炸毁了英方大量通用載具。这样的自杀式攻击一直持续到泗水战役的第3天。英军在遭遇自杀式爆炸攻击后极为愤慨，並指控印尼人勾结日本人，因为他们认定只有日军才干得出这样的事。